# Hydrophylax leptoglossa
Espèce
Synonymes
- Hylorana leptoglossa Cope, 1868
- Rana leptoglossa (Cope, 1868)
- Hylarana leptoglossa (Cope, 1868)
- Hylorana granulosa Anderson, 1871
- Rana granulosa (Anderson, 1871)

Statut de conservation UICN

 LC  : Préoccupation mineure
Hydrophylax leptoglossa est une espèce d'amphibiens de la famille des Ranidae.

## Répartition
Cette espèce se rencontre :
- au Bangladesh dans les districts de Chittagong, de Sylhet, de Barisal, de Dhaka et de Mymensingh ;
- en Birmanie ;
- dans le nord-est de l'Inde dans les États d'Assam, du Mizoram, du Tripura et du Meghalaya ;
- dans l'ouest de la Thaïlande.

## Publication originale
- Cope, 1868 : An examination of the Reptilia and Batrachia obtained by the Orton Expedition to Equador and the Upper Amazon, with notes on other species. Proceedings of the Academy of Natural Sciences of Philadelphia, vol. 20, p. 96-140 (texte intégral).